# Bijoy Jain

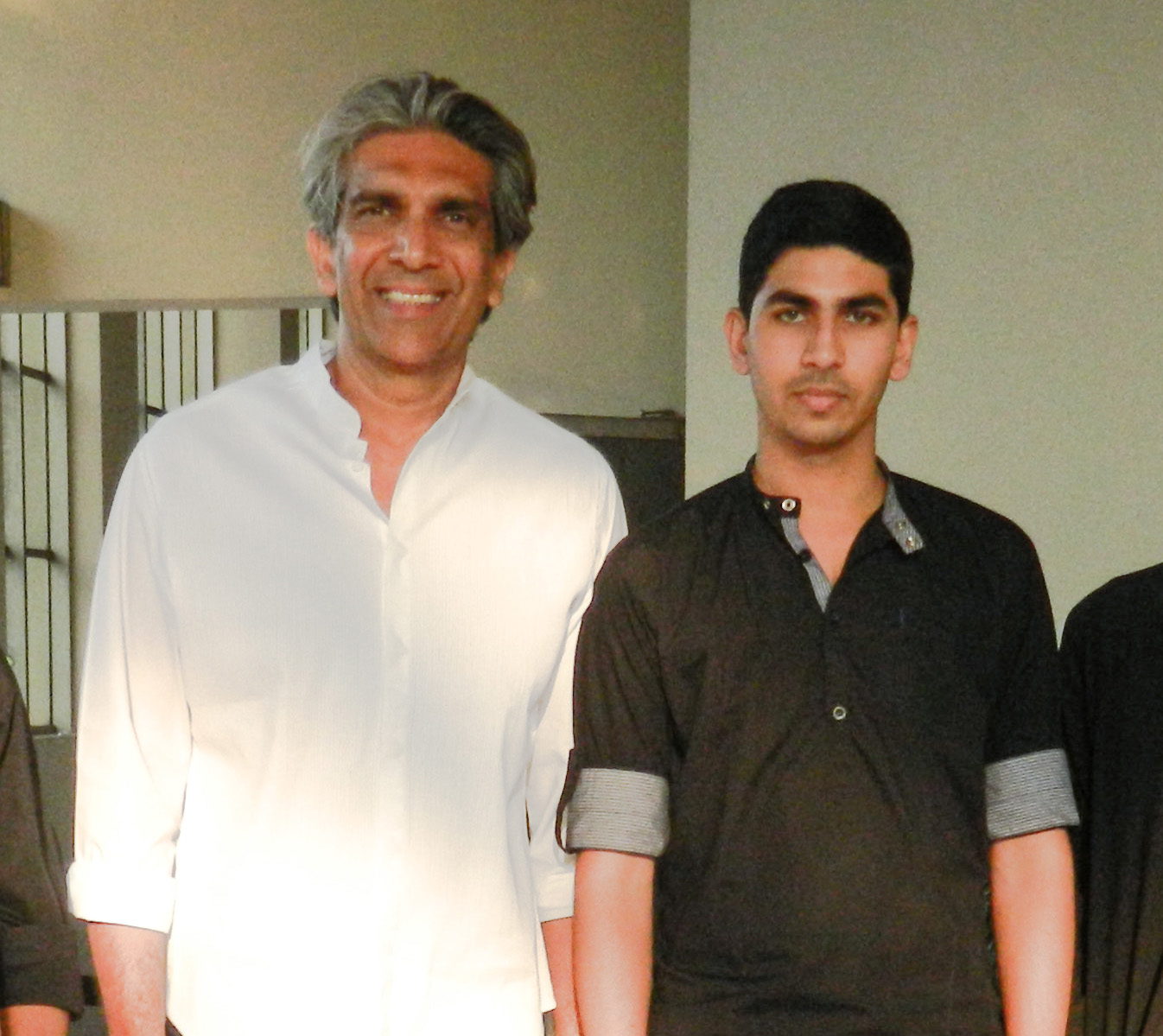
Bijoy Jain, 2013 (links)

Bijoy Jain (* 1965) ist ein indischer Architekt und Designer.

## Werdegang
Bijoy Jain wuchs in Mumbai auf und studierte Architektur an der Washington University in St. Louis. Nach dem Master 1990 arbeitete er von 1989 bis 1995 in Los Angeles und London, u. a. bei Richard Meier. 1995 kehrte Jain nach Indien zurück, wo er 2005 das „Studio Mumbai Architects“ gründete. Bijoy Jain wurde 2016 von Alejandro Aravena zur Architekturbiennale Venedig und 2018 als Gastkritiker von Raphael Zuber an die ETH Zürich eingeladen.

## Konzeption
Den Bauboom in den indischen Metropolen kritisiert er als „Fotokopie-Design“. Eine menschenfreundliche Infrastruktur ist das Ziel von Jain. Jain berücksichtigt den „Genius Loci“, der mit den Ortsansässigen zu finden und zu berücksichtigen sei. Die indische Landschaft, die lokalen Ressourcen und Materialien spielen eine Schlüsselrolle in seinen Projekten. Lokale Kunsthandwerker und Baumeister werden in die Planung und den Bauprozess einbezogen.

## Bauten (Auswahl)
- Utsav House, Einfamilienhaus, Satirje, Alibag, Maharashtra[1]
- Belavali House, Alibag, Maharashtra[2]
- 2003: Hauserweiterung Lesesaal, Nagaon, Maharashtra, Indien[3]
- 2005: Tara House, Mehrgenerationenanlage einer Familie, Kashid, Maharashtra[3]
- 2006: Bungalow 8, Geschäftsräume unter den Bänken des Wankhede Cricket Stadions, Mumbai, Maharashtra[3]
- 2007: Leti 360, Ferienanlage im indischen Himalaya, Uttaranchal[3]
- 2007: Palmyra House, Nandgaon, Maharashtra[3]
- 2008: Haus auf dem Pali-Hügel, Neuaufbau eines Wohnhauses, Bandra, Maharashtra[3]
- Trinity Guest House, Kochi, Kerala[3]
- 2014: Copper House II, Chondi, Maharashtra[4]
- 2014: Ahmedabad House, Ahmedabad
- 2015: Carrimjee House
- 2011–2016: Saath Rasta Housing, Mumbai
- 2016: MPavilion 3, Melbourne, Australien[5]
- 2016: Ganga Maki Studio, Himalaya

## Auszeichnungen und Preise
- 2009: Nominierung – Aga-Khan-Stiftung für Palmyra-Haus, Nandgaon
- 2009: Preis für Nachhaltige Architektur (Global Award for Sustainable Architecture)
- 2012: Swiss Architectural Award
- 2020: Alvar-Aalto-Medaille[6]

## Ausstellungen
- 2016: Between the Sun and the Moon – Studio Mumbai. Deutsches Architekturmuseum, Frankfurt am Main.[7]